# Derek Ryan (Sänger)

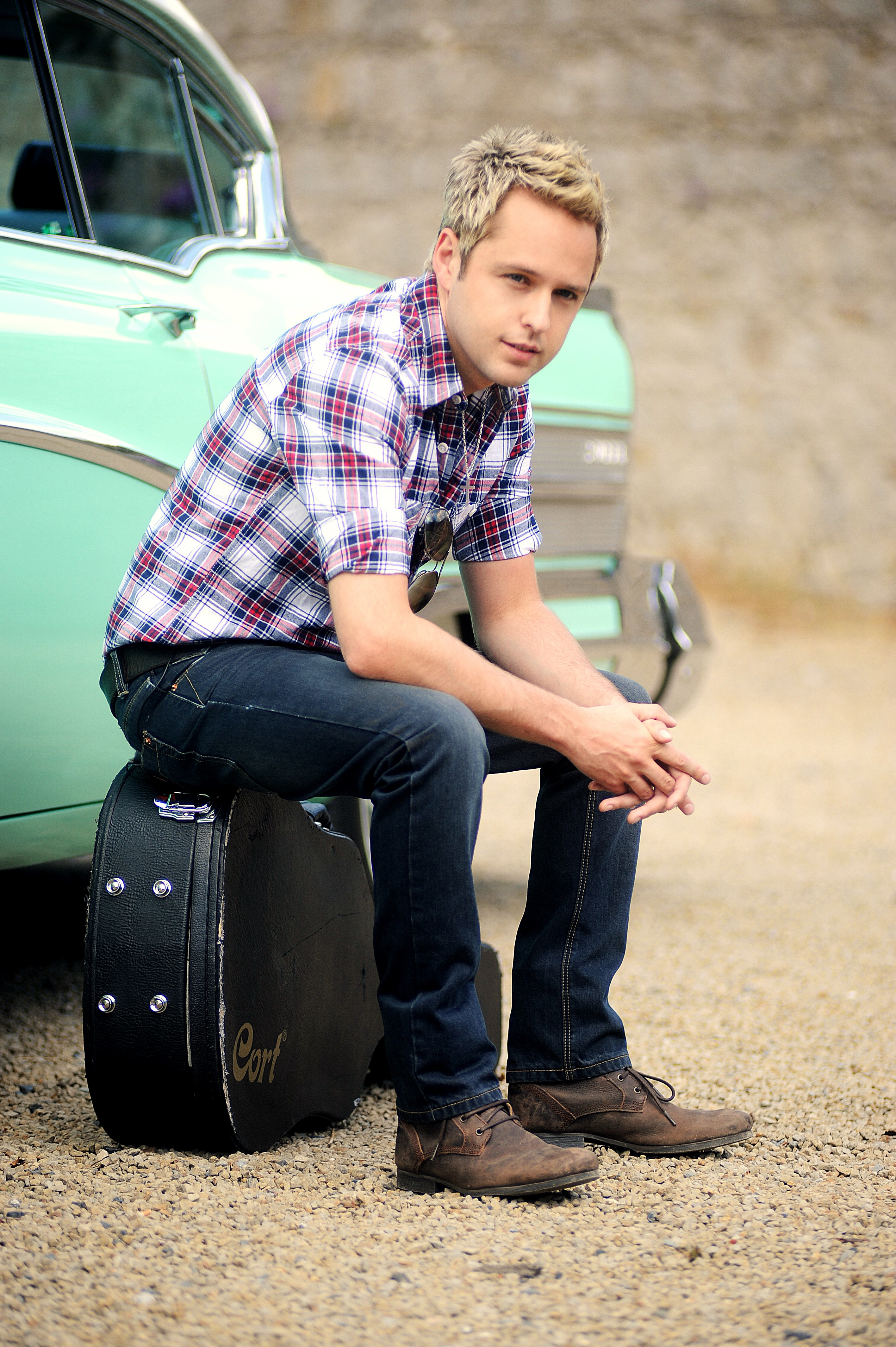
Derek Ryan (2013)

Derek Ryan (* 24. August 1983 in Garryhill, County Carlow, Irland) ist ein irischer Pop- und Country-Sänger.

## Leben
Im Alter von 17 Jahren wurde er ein Mitglied der irischen Boy-Band D-Side, bei welcher er 5 Jahre blieb. Seit 2006 ist er solo unterwegs.
Zu seinen bekannten Liedern gehören It’s Friday, Bendigo, Hold On to Your Hat und Patsy Fagan. Er gewann einige Auszeichnungen wie „Entertainer of ohe Year“, „Album of the Year“ und „Best Live Performer“.

## Diskografie

### Alben
| Jahr | Titel                               | Höchstplatzierung, Gesamtwochen, AuszeichnungChartsChartplatzierungen (Jahr, Titel, Platzierungen, Wochen, Auszeichnungen, Anmerkungen) | Anmerkungen                              |
| Jahr | Titel                               | IE | Anmerkungen                              |
| ---- | ----------------------------------- | --- | ---------------------------------------- |
| 2010 | A Mother’s Son                      | — | Erstveröffentlichung: 12. Juli 2010      |
| 2011 | Made of Gold                        | — | Erstveröffentlichung: 11. November 2011  |
| 2012 | Dreamers and Believers              | IE94 (1 Wo.)IE | Erstveröffentlichung: 16. November 2012  |
| 2013 | Country Soul                        | IE10 (10 Wo.)IE | Erstveröffentlichung: 25. Oktober 2013   |
| 2014 | The Simple Thingg                   | IE1 (16 Wo.)IE | Erstveröffentlichung: 29. August 2014    |
| 2015 | One Good Night                      | IE1 (16 Wo.)IE | Erstveröffentlichung: 4. September 2015  |
| 2016 | This Is Me (The Nashville Songbook) | IE8 (2 Wo.)IE | Erstveröffentlichung: 21. Oktober 2016   |
| 2016 | Happy Man                           | IE7 (2 Wo.)IE | Erstveröffentlichung: 21. Oktober 2016   |
| 2017 | The Fire                            | IE13 (4 Wo.)IE | Erstveröffentlichung: 22. September 2017 |
| 2018 | Ten                                 | IE54 (1 Wo.)IE | Erstveröffentlichung: 9. November 2018   |
| 2020 | The Road to Christmas               | IE42 (4 Wo.)IE | Erstveröffentlichung: 27. November 2020  |
| 2021 | Soft Ground                         | IE10 (2 Wo.)IE | Erstveröffentlichung: 15. Oktober 2021   |

### Singles
Chartplatzierungen

| Jahr | Titel Album                              | Höchstplatzierung, Gesamtwochen, AuszeichnungChartsChartplatzierungen (Jahr, Titel, Album, Platzierungen, Wochen, Auszeichnungen, Anmerkungen) | Anmerkungen          |
| Jahr | Titel Album                              | IE | Anmerkungen          |
| ---- | ---------------------------------------- | --- | -------------------- |
| 2006 | The Red, Yellow and Green A Mother’s Son | IE20 (3 Wo.)IE |                      |
| 2013 | Wake Me Up Country Soul                  | IE84 (1 Wo.)IE |                      |
| 2014 | Hold on to Your Hat The Simple Things    | IE42 (1 Wo.)IE | feat. Sharon Shannon |

Weitere Singleveröffentlichungen
- 2010: God’s Plan
- 2012: It’s Friday
- 2013: 100 Numbers

### Videoalben
| Jahr | Titel | Höchstplatzierung, Gesamtwochen, AuszeichnungChartsChartplatzierungen (Jahr, Titel, Platzierungen, Wochen, Auszeichnungen, Anmerkungen) | Anmerkungen                |
| Jahr | Titel | UK | Anmerkungen                |
| ---- | ----- | --- | -------------------------- |
| 2018 | Live  | UK50 (1 Wo.)UK | Erstveröffentlichung: 2018 |